# Интерлакен
Интерлакен (Interlaken) е известен град и курорт в Швейцария, кантон Берн. Намира се в северното подножие на Бернските Алпи, между Тунското и Бриенцкото езеро и е главен изходен пункт за експедиции в тази част на планината. Името му е свързано тъкмо с положението му между езерата - inter (между) и lacus (езеро), от латински език.

## История
Появата на град Интерлакен е свързана с манастир, споменат за пръв път през 1133 г. Император Лотар ІІІ му дава правото да събира такси от моста, построен наблизо над река Аар. През ХІІІ и ХІV в. манастирът се уголемява и просперира, но по време на Реформацията е секуларизиран (1528). Постепенно на мястото му възниква селището Аармюле, наречено така на мелницата, която се издига в района от ХІV в. От двата бряга на реката се раждат нови градчета (Унтерзеен, Матен), които спорят за собствеността върху околните гори и пасища. Постепенно те се обединяват и от 1891 г. се наричат с общото име Интерлакен.
Градчето става известно едва през първата половина на ХІХ в. благодарение на картините на Франц Никлаус Кьониг. Тогава се ражда и туристическата му слава като приятно място за почивка през лятото. Тя се дължи отчасти на красивите езера и отчасти на върховете в облаците. С построяването на канал между езерата, по който парно корабче всеки ден плава между тях, мястото става още по-привлекателно. От 1874 г. Интерлакен е свързан с железопътни линии с градчетата по Тунското и Бриенцкото езеро, през 1890 г. - с курортите Лаутербрунен и Гриндевалд, а след 1893 г. се включва в общата мрежа на Швейцария (директно с Берн).

## География
Интерлакен е разположен на височина 566 м и е център на община Интерлакен - Оберасли. Заема центъра на малка и удобна за земеделие равнина, наречена Бьодели. Постоянното му население е 5600 д. (2018), но с многобройните си хотели може да приеме до 710 000 туристи през годината (2015). Повечето от тях са разположени от двете страни на главната улица Хоевег. Тя свързва двете гари (които са и фериботни терминали) и минава покрай река Аар. 26% от постоянното население е съставено от чужденци, а 83% са немскоговорещи. Преобладават швейцарските калвинисти, една четвърт са католици. Икономиката е ориентирана изцяло към туризма и много хора от други райони работят тук през активните сезони.

## Туризъм
Според мнозина районът на Интерлакен е сред най-красивите в Швейцария. Над него са надвиснали внушителните върхове Юнгфрау, Айгер и Мьонх, посещавани от един милион туристи всяка година. Те се виждат от много места в града и околността и примамват със заснежените си снаги. От града бързо и удобно се стига до красивата Лаутербунска долина и до курортите Гриндевалд, Венген и Мюрен. За предпочитане са планинските железници, с които Швейцария е толкова известна. Над града, на височина 1322 м. е поставена панорамна тераса на име Хардер Кулм, от която той се вижда чудесно, заедно с двете езера. В непосредствена близост е построен увеселителният парк Юнгфрау, който няма връзка са околната планина, а е посветен на мистерии и паранормални явления.